# Супермісяць

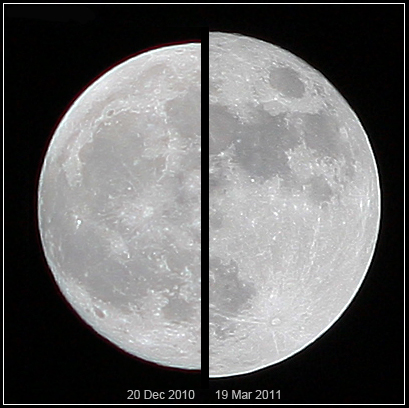
Супермісяць 19 березня 2011 року (справа) у порівнянні із середнім розміром Місяця 20 грудня 2010 року (зліва), спостережуваний із Землі

Супермі́сяць — це астрономічне явище, яке відбувається при збігу повного місяця або молодика з перигеєм — моментом найбільшого зближення Місяця і Землі. Це відбувається внаслідок еліптичної орбіти, по якій Місяць обертається навколо нашої планети. Завдяки цьому явищу із Землі можна бачити більший розмір місячного диска, ніж завжди.
Подібні ефекти також можуть бути оптичними явищами.
Явище, протилежне до супермісяця, називають мікромісяць (англ. micro moon), хоча, на відміну від першого, цей термін застосовується не так широко.
Попередній супермісяць відбувся 28 вересня 2015 р., і збігався з повним затемненням Місяця. Одразу три астрономічні явища — місячне затемнення, супермісяць та «блакитний Місяць» — відбулися 30 грудня 1982 року над східною півкулею Землі та 31 березня 1866 року над західною, та знову очікуються 27 липня 2018 року.

## Визначення
Відстань між Землею та Місяцем змінюється від 357 тисяч кілометрів до 406 тисяч кілометрів через еліптичну орбіту, по якій супутник обертається навколо Землі (відстані дані між центрами небесних тіл).
При проходженні повним Місяцем перигею (супермісяць) супутник Землі виглядає на 14 % більшим в діаметрі. Оскільки освітленість поверхні Місяця залишається не змінною, а Місяць стає ближчим він виглядає на 30 % яскравішим, ніж при проходженні найвіддаленішої точки — апогею (мікромісяць).
Тоді як освітленість Місяця у помірних широтах зазвичай становить лише 0.05-0.1 Люкс, супермісяць безпосередньо над головою в тропіках матиме до 0.36 Люкс.